# Émile-Joseph-Maurice Chevé
Pour les articles homonymes, voir Chevé.
Émile-Joseph-Maurice Chevé est un professeur de musique né à Douarnenez le 1er juin 1804 et mort à Fontenay-le-Comte le 25 août 1864,. Il est l'un des fondateurs de la méthode Galin-Paris-Chevé, système de notation des notes de musique à base de chiffres et encore utilisé au Japon et en Chine sous le nom de système Jianpu.

## Biographie
Émile Chevé est né à Douarnenez le 1er juin 1804, dernier d'une famille nombreuse. Médecin de formation et chirurgien dans la marine à ses débuts, il est décoré de la légion d'honneur en 1831 pour ses services. Envoyé à Paris, il suit les cours de musique de son cousin Aimé Paris. 
Après le décès de sa première épouse Fanny Simon en 1837, il épouse Nanine Paris en 1839, avec qui il se consacre désormais à faire connaître la méthode musicale dite « Galin-Paris-Chevé », du nom de ses inventeurs. Il décède à Fontenay-le-Comte le 25 août 1864 et est inhumé au cimetière du Père-Lachaise (56e division). Il est l'oncle du poète Émile-Frédéric-Maurice Chevé (1829-1897).

## Œuvres
- Méthode élémentaire de musique vocale, théorie et pratique, chiffrée et portée
- Méthode d'harmonie et de composition
- 800 duos gradués
- Méthode élémentaire de piano
- Appel au bon sens de toutes les nations qui désirent voir se généraliser chez elles l'enseignement musical
- Protestation adressée au comité central d'instruction primaire de la ville de Paris, contre un rapport de la Commission de chant
- La routine et le bon sens
- Coup de grâce à la routine musicale

## Source
Cet article comprend des extraits du Dictionnaire Bouillet. Il est possible de supprimer cette indication, si le texte reflète le savoir actuel sur ce thème, si les sources sont citées, s'il satisfait aux exigences linguistiques actuelles et s'il ne contient pas de propos qui vont à l'encontre des règles de neutralité de Wikipédia.